# KILL la KILL
《KILL la KILL》（又译作斬服少女、双斬少女）是由中島一基創作的日本幻想冒險熱血動畫，由動畫《天元突破 紅蓮螺巖》監督今石洋之所领军。
本作的系列構成和腳本由中島一基擔當，角色設計的部份則是石崎壽夫，此二位同樣也是《天元突破 紅蓮螺巖》一系列相關的制作人員。
動畫於2013年10月3日由MBS電視台開始放送，由TRIGGER擔綱製作。漫畫版由輕小說插畫家作畫，在《Young Ace》2013年10月號（9月4日發售）上開始連載。
2014年3月29日宣布將於同年9月3日發售的的第九卷Blu-Ray、DVD-Video中隨行放送第25話。

## 概要
黑髮少女「纏流子」在某一天突然轉入了「本能字學園」，在這裡她遇見了「美木杉美九郎」老師以及好友，甚至穿上了以「戰維」為名的謎樣纖維編成的戰衣和「鬼龍院皋月」為首的整個學校為敵，所有故事就在此，環繞著熱血及友情展開。

## 登場角色

### 主要角色
纏流子（配音：小清水亞美（日本）；（美国））
本作主角，為了尋找殺父仇人而不斷在各地輾轉。以轉學的名義轉入本能字學園，遇見神衣鮮血後偶然發現自己能夠與其心靈相通，接著感受到戰鬥的快感後真正解放「人衣一體」，不再需要以血液做為代價來啟動戰衣。對決四天王時覺醒了多項技能，使自身與鮮血的同步率不斷提高，直到被告知了自己的身世（羅曉的次女，皐月的妹妹，同時身體融合了生命戰維)。自暴自棄的流子做出荒謬的決定，自己一人去找羅曉決戰，但被羅曉和縫洗腦而穿上純潔，最後由好友一行將其救回，並且與皐月合力對抗羅曉，展開最終決戰，直至接收來自全世界的生命戰維飛至外太空後最終粉碎羅曉的陰謀拯救全世界，生活恢復正常後正式和皐月相認。
鮮血（配音：關俊彥（日本）；David Vincent（美国））
其中一件由纏一身親手縫製的戰衣，外型類似水手服款式的以黑色為底，紅色為綴的日本女高中生制服。缝制时融入流子的DNA，因故能與之溝通，並且能夠透過與流子的同步變化為各種型態，是流子认定的朋友。後期也曾因為解救被洗腦的流子而被皐月穿上，虽無法與皐月溝通，但两者目的一致，遂在作战时也算有默契，直到第24集才能夠溝通。
起初因為流子無法拋棄羞恥心而無意識地持續吸流子的血液，導致流子在戰鬥形態無法完全發揮鮮血真正的實力。之後流子徹底拋棄羞恥心而與鮮血「人衣一體」，得以發揮鮮血的真正實力。
大結局擊敗鬼龍院羅曉後為了保護流子不受大氣層衝擊而消失，消失前希望流子有機會能穿穿其他漂亮的衣物來讓他嫉妒，ova中用盡力量將片剪太刀從外太空送到流子身邊後與流子告別
鮮血閃刃、鮮血疾風、鮮血無拍子、閃刃疾風
鮮血閃刃是為了破解具有高強防禦力，卻又不被對戰維用刀刃所剋制特殊塗層纖維而想出的力量特化招式。
鮮血疾風是為了破解具有多重導彈裝置且同時有高機動力的敵人而衍伸出來的自體飛行裝置，是速度特化招式。
鮮血無拍子 是為了破解音波轟炸的招式而出現的反制用招式，是流子智慧特化的招式。
閃刃疾風 是鮮血為了使皐月在對上純潔流子不會占下風而主動引導使用的招式。後來也被流子所使用。
鮮血更衣
吸收本能字學園裡所有極制服及神衣的生命戰維後，鮮血原本封閉的右眼隨之開啟，並以完全體姿態再次覺醒，色調轉為以紅金漸層相襯。是為鮮血與流子的完全型態。
片剪太刀
原為成雙但形狀有些許不同的大剪刀狀武器，縫殺死一身之後取走其中一把，另外一把則由流子持有。
流子發動「戰維喪失」時會變形為大型太刀。
斷斬剪刀
纏一身（鬼龍院總一郎）發明的對生命戰維用剪刀正名，後期由流子湊齊兩把刀片後重新聚合，戰勝羅曉之後雖然一度飄流於太空，然而受到鮮血及流子的召喚而衝破大氣層回到流子手上，最後跟著本能字學園以及整個島一同「畢業」。
戰維喪失 卒曉式布愛成
以送辭猛怒及答詞猛怒做上下直接剪斷禮剩餘的野心，由流子所命名的最後絕招。
赤手甲
能將使用者之血液供給神衣的專用手套，拔去血栓即可令鲜血覺醒。
鬼龍院皐月（配音：柚木涼香）
故事開頭出現，作為流子對立面的領頭角色，是為本能字學園的學生會長，因為鬼龍院一家實質掌握著整座學院的緣故，皐月的實際權力遠比校長要來得大。個性並非如外人所傳述一般心狠手辣，因其善惡分明，對待違反自身準則的人手段殘忍，反之則予以讚許。本能字四天王皆是皐月本人出征收服，每位四天王都極其聽從皐月。
为纏流子的姐姐，这一事实直到羅曉告訴才知情。因為出生後一歲才進行與戰鬥生命纖維的融合試驗而失敗，被羅曉認為是試驗过晚，所以才會在還未出生的流子身上動手。身體並沒有繼承母親與生命纖維完美融合的體質，但通過自己的努力達到了超越凡人的境界。
自幼即計畫對羅曉的反抗，四天王也暗中参与，以建立起来的本能字学院作为武器，连裸体海滩成员都毫不知情。后看見流子穿上神衣鮮血後打算把她作為對抗羅曉的最大戰力培養起來，但因為早期流子誤認為是皐月殺了她父親並沒有把事實告訴流子，因此用盡各種辦法對抗流子誘導她對抗羅曉，直到在大文化体育祭才亮明身份掀起叛旗，但失势被俘，后被四天王所救。为解除流子的洗脑束缚，曾穿上鲜血与之战斗。此后開始與流子一方合流，並放下身段，不再用居高臨下的眼光看待他人。
純潔
第二件以100%生命戰維構成的戰衣，衣著樣貌和鮮血沒有兩樣只有顏色不同而已，未知是否具有意識，但無法與皐月溝通。
以純白為底，藍色為綴，但是在穿上之後會對皐月帶來極大的負擔，因此皐月必須仰賴外部緩和來解決負擔所帶來的疲累。
被羅曉奪走之後交由縫來改造，接著被用來當作封印意識的道具縫在流子身上，後來流子撕開純潔成功解除洗腦，並交由伊織糸郎再次縫合。
最終與其他有生命纖維一同被鮮血吸收，讓神衣鮮血開啟鮮血更衣。
純潔旋風
皐月模仿鮮血疾風所使用出的技能，同樣特化下半身為推進器，具有能與羅曉匹敵的速度。
旋風斬奸
皐月模仿鮮血閃刃所使用出的技能，將全身化為刀刃，具有不亞於鮮血匹敵的破壞力。
縛斬
對生命戰維用的特殊武器，能對極制服及神衣造成無法復原的傷害。大阪一戰中一度被流子奪去，事後仍返還到皐月手中。大文化體育祭中被羅曉徒手破壞。
大文化體育祭一個月後，被裸體海灘拾回並以兩把斷刃為原型再打造，握把及下段刃部分為「縛斬-蛟龍」，交予蟆郡苛使用；而上半段刃則為「縛斬-餓虎」，为蛇崩乃音所用。
據寶火所示，斷成兩把的縛斬具有和斷斬剪刀異曲同工的破壞能力。
青臂章
能將使用者之血液供給神衣的專用臂套；按下血栓即可令純潔覺醒。
滿艦飾真子（配音：洲崎綾）
流子剛轉學到本能字學園之後所交到的朋友，同時兩人也真正成為摯友。
個性天真爛漫，運動能力卻超乎常人，行動完全以自己的欲望為最高準則，因此常常會出現在意想不到的地方出現。劇情中擔任以肢體動作解說目前狀況的角色。
曾加入缠流子为抗衡抗衡学院势力成立的“喧哗部”，并担任部长一职。但当家庭待遇随着工作绩效升高，自身也被利欲冲昏头脑。后被皐月离间以之为胁迫，身着二星極制服与试图解散喧哗部的流子进行战斗。有着毁灭性的能力，轻松压制流子，但始终未使尽全力，最后在对方自愿受击后不忍继续下手，遂放弃战斗便發誓再也不會穿上極制服對朋友拳腳相向。
雖然並不具有能夠啟動神衣的特質，不過被鳳凰丸看出蘊含著強大的能量，於是被用起司引誘來作為啟動裁繡紡衛機關的備用能源。
初期對本能字學園的上層還有所畏懼，但在跟流子相處下開始能勇敢面對眼前事物，也讓四天王之一的蟇郡苛對她產生好感。
美木杉愛九郎（配音：三木真一郎）
裸體海灘的现首领，蓝发美男子，常裸露示人，乳头及下体会放出粉紫色光芒，流子有時與他談話時亦會對此感到難為情。
初期为收集情报，在本能字學園中擔任流子及真子班級的導師，带着眼镜，樣貌頹廢且衣着邋遢，很早在流子轉入本能字學園時就有在暗中觀察她，之後不久就像她表明身份跟來意，有時也會看不慣流子一些戰術而暗自勸導她。

### 本能字學園
裁繡紡衛機關
本能字學園校舍主體的真正面貌。原本是用來對抗原初生命戰維用的最終兵器，但因為羅曉提早佔領校舍而無法使用。在羅曉死後兩星期被鳳凰丸以真子與皋月作為啟動能源來發動，最後被流子以兩把太刀剪剪斷。

#### 本能字四天王
直屬於皐月的學生會，負責管理本能字學園的各部門，且所有人都有專屬設計的三星極制服，暗地中也支持著皐月的計畫，最後全員投入裸體海灘參加最終作戰。
變身後合稱本能字四天王改之裝 四將綺羅飾。
於大文化體育祭期間，流子與皐月正在作戰時，四天王齊力對抗針目縫。
對抗原初生命戰維所派出大量Covers時，糸郎及時趕上完成縫製極制服，而四天王也穿上最新改良的版本。合稱本能字四天王 極戰裝束
變身完成即使用蛇犬猿蟇 鎧袖一觸打倒大量的Covers。
猿投山渦（配音：檜山修之）
學生會四天王之一，是總領運動部門的運動部總括委員長，過去曾為一所中學的不良少年老大，被皐月打敗後臣服於她，以前個頭矮小，成為四天王後身高整個抽長，跟其他人相比，算是過去外貌與現在差別最多的一位四天王。
其自我鍛鍊的特殊技能為「天眼通」，自稱這招只有輸給皐月過。
之後自封雙眼並練成了「心眼通」，本想以此對抗流子，卻因為針目縫亂入而遭到中斷。
事實上雙眼並沒有瞎，而是想要藉由斷絕自己的視力來使自己更上一層樓。
劍之裝
以完全強化天眼通為前提而設計的三星極制服。
能夠使用大量竹劍來封鎖對方行動。但最後被流子的計謀攻破。
劍之裝 改
渦自封雙眼之後所設計的三星極制服。以強化心眼通為前提所設計。
原本渦欲以這套極制服與流子一戰，但被縫亂入之後即遭破壞。
劍之裝 更改
捨棄了強化自我能力，改以強化身體能力為前提所設計的三星極制服。
在機動力以及攻擊力都比前兩件極制服來得優秀。並且在再次對上縫也沒有居於劣勢。
劍之裝 奧義開眼
渦的最後一件極制服，是糸郎在吸取了神衣的製作經驗之後製作出來的作品。
以輕量化為最終前提，創造出了這件具有能將渦的速度提升到最高的極制服。
同時渦也將自己封閉的雙眼開啟，同時能夠使用天眼通的情況下，渦的瞬時戰鬥能力與羅曉不相上下。
犬牟田寶火（配音：吉野裕行）
學生會四天王之一，為學生會會計及情報戰略部委員長。
因為曾經入侵鬼龍院財團旗下企業的主機而被皐月賞識的電腦駭客，進而被推薦進入本能字學園。
對於電腦以及情報蒐集之類的東西相當敏銳，可以說是學生會的頭腦，除非情況危及，否則幾乎都在後方支援前線作戰。
手中握有大量情報，但是在肉搏戰上面相當不拿手，跟其他四天王或流子相比對於勝負比較沒有那麼看重，只要拿到想要的情報直接棄權也無所謂。
是劇中唯一沒被流子戰維喪失過的四天王，也是唯一沒指派社團學生襲擊過流子的四天王，同時也是該劇少見的美少年。
探之裝
以強化情資蒐集能力特化而開發的三星極制服，特徵是全身上下都有類似鍵盤的裝置。能夠使用光學迷彩讓周遭所有人都無法發現其位置。
在被流子強制暫停機能之後，寶火選擇關閉探之裝，直接投降。
探之裝 改
同樣以情蒐能力特化為著稱，並以敏捷性覆蓋掉無法近身戰鬥的缺點。
這套極制服能夠在三次元間以二次元的方式移動，同時保留的全身的資料探索能力。
探之裝 真理究明
寶火的最後一件極制服，是糸郎在吸取了神衣的製作經驗之後製作出來的作品。
動畫中只展現了具有捕捉大量物體的能力，其餘能力不明。
蟇郡苛（配音：稻田徹）
學生會四天王之一，是對反抗的學生採取管制的風紀部委員長，國中曾留級兩年，因此是登場的學生中唯一成年的。
雖然初期與流子等人處於敵對狀態，但在必要時刻仍然是以風紀部委員長的職責為優先，且不會公報私仇，在校外即使是流子，需要幫忙時也絕對會幫到底。
初期對真子言行很感冒，但在中後期開始對有所改變的真子開始抱有好感，但除了真子本人之外其他人都知道這件事。
由於在劇中曾自暴在家裸睡和他極制服的特色，被真子認定是老成的變態。
縛之裝
苛的第一件三星極制服，具有近乎無敵的防禦力。因為外皮使用的是特殊強化的普通纖維，流子的斷斬太刀也無法對其造成傷害。
特點是能夠吸收外在傷害，並且展開來一次爆發更多傷害。
死縛之裝
當縛之裝的能量吸收到達頂點時，纏在身上的繃帶就會一口氣釋放，並向四面八方伸出鞭子進行無差別掃擊。
一旦吸收的力量用盡就會變回縛之裝。
若是縛之裝在力量未滿的情況下被破壞便無法吸收力量來轉化為死縛之裝。
縛之裝 改
苛的第二件三星極制服，在防禦力層面更加強化，且取消了受到攻擊時無法反擊的缺點。且在攻擊方面也有所進步。
縛之裝 我心開放
苛的最後一件三星極制服，是糸郎在吸取了神衣的製作經驗之後製作出來的作品。
上半身理論上處於開放狀態，但全身上下被賦予了極強的防禦力。單手裝甲具有近似縛斬的強度。
蛇崩乃音（配音：新谷真弓）
是統領生物部、園藝部等文化類型社團的文化部統括委員長。
學生會四天王中唯一的女性，擁有相當高的人氣，甚至足以令全校學生（包括流子支持者及真子）為她打氣以召喚「安可曲」形態。
和皐月的相處時間最久，以身為皐月的青梅竹馬自豪。
個性陰險，但是為了夥伴還是會奮不顧身的向前，與學生會的其餘三人站在同一陣線。
奏之裝
在大型飛行器上加載了各式樂器外型的武器，具有強力轟炸能力的極制服。
樂器除了能夠攻擊也能夠演奏，但最後被流子以鮮血疾風戰略攻破。
奏之裝 返始
為奏之裝的「安可」模式，從原本的紅色緊身衣轉變成粉色的演奏服，並且頭上的帽子具有發射音波攻擊的能力。
能夠演奏各式樂曲來產生攻擊效果，但蛇崩僅使用了貝多芬的第五號交響曲命運交響曲。
最後被流子的鮮血無拍子反擊而落敗。
奏之裝 改
十五話初登場。刻意特化了使用者本身機動力的極制服，但在體積方面則減少了不少。
相較於前代，奏之裝 改把飛行器改為裝置在使用者背上，並縮減火力配置。更曾經在大阪的皐月對流子一戰中以空中載具的方式支援皐月追上流子的鮮血疾風。
奏之裝 最終樂章
乃音的最後一件極制服，是糸郎在吸取了神衣的製作經驗之後製作出來的作品。
雙肩上的武器規模比起之前更小，並且在衣物覆蓋程度上少於過去所有的奏之裝。
乃音無拍子
模仿「鮮血無拍子」的招式，乃音以這招抵銷戰維乃音所發射的樂器飛彈。

#### 裁缝部
伊织糸郎（配音：上田祐司）
裁缝部部长，头戴橙色似医疗用面具，負責本能字學園方面的極制服生產及研究工作。並在皐月的命令下研發各種用途的極制服。曾經想開發內含50%生命戰維的五星級制服，終告失敗。
大文化體育祭領著裁縫部戰士進入原初生命戰維的存放地進行冷凍，但行動失敗。
誂之裝
鳳凰丸回收了被切斷雙手的縫後留下了大量的Covers在太陽丸號上，四天王及裸體海灘眾則將這些Covers破壞並回收，糸郎則將其做成專屬自己的三星極制服。
根據糸郎的能力，誂之裝具有能快速、甚至大量裁縫製作的能力。

#### 拳擊部
袋田隆治（配音：岩田光央）
运动部拳击部部长，两星。第一话中作为学生会的刺客。
從戰鬥特化型巨大Covers中被救出後重新穿上極制服並協助太陽丸號發電。

#### 網球部
函馆臣子（配音：高橋智秋）
运动部女子网球部长，3年丁组学生。
起初拥有的是一星制服，在北海道远征之前皋月授予了她两星的制服。第二话中作为学生会的刺客。
在与流子的网球对抗中败北，因此最终被皋月降级为无星。
從戰鬥特化型巨大Covers中被救出後重新穿上極制服並協助太陽丸號發電。

#### 風紀部所屬陷阱開發部
大暮麻衣子（配音：井上麻里奈）
风纪部陷阱开发部部长，2年甲组，戴眼镜。
表面上看起来是一名非常可靠的学生，实际上内心希望能够超过皋月站到学园的最高点，最后野心暴露给了蟇郡而最终被学校开除。

#### 園藝部
矢车草之助（配音：内藤玲）
园艺部屋頂统括部长，两星，管理学校屋顶上栽培的花坛。极制服的背后园艺用栽培强化型植物，在给予水分后能够迅速生长袭击敌人。
從戰鬥特化型巨大Covers中被救出後重新穿上極制服並協助太陽丸號發電。
蟒草田男（配音：森訓久）
园艺部後院统括部长，两星，极制服和矢车同样为园艺用栽培强化型植物。
從戰鬥特化型巨大Covers中被救出後重新穿上極制服並協助太陽丸號發電。

#### 生物部
生物部部长
两星。右半部分身体为白衣，左半部分为人体模型的刺客。投掷解剖用手术刀来攻击敌人。
從戰鬥特化型巨大Covers中被救出後重新穿上極制服並協助太陽丸號發電。

#### 落語部
落语部三名人
蛇崩派来的刺客。都穿着和服型的极制服。杂鱼部。

#### 百人一首部
百人一首部百人众
蛇崩派来的刺客。全员面貌相同，都穿着十二单型的极制服。只有部长穿着经过钢铁化的两星极制服。
与落语部三名人一样同样为杂鱼部。

#### 喧嘩部
滿艦飾真子（配音：洲崎綾）
參照主要角色 「滿艦飾真子」
喧嘩部特化型二星極制服
發放給喧嘩部部長專用的二星極制服，真子與流子原本認為以社團制度來對抗皐月是好主意，未料真子卻被社團提供的利益給誘惑，進而被脅迫以打架的方式打贏流子來讓喧嘩部存續下去。最後因為流子選擇友情，而使喧嘩部被解散。
故事後期再次被縫製出來，並且用來協助裸體海灘作戰。
纏流子（配音：小清水亞美（日本）；埃莉卡·文迪絲（美国））
參照主要角色「纏流子」

#### 其他
铃木（配音：铃木千寻）
2年甲组的男学生，在流子轉入前因为偷窃一星极制服而被蟇郡全裸吊在学园大门接受处罚。
凡田校長（配音：根本明宏）
本能字学园校长，但實際上僅是掛名作為校長，校內一切大小事項依然由本能字學園學生會來處理，僅只在第1集登場而已。

### 裸体沙滩
反制服游击队的本部，开发对抗生命戰維的裁缝器具型武器，根據地在大阪。襲學旅行中被蛇崩蓄意破壞，但並未被破壞殆盡。其基地內藏一艘巨大飛行船「裸體太陽丸號」，在皐月奪還作戰中正式出動，並由寶多金男負責調度位於大阪的出口開啟。
黄长濑紬（配音：小西克幸）
反制服组织裸体沙滩所属，具有佣兵气质的男人，其口頭禪為「告訴你兩件好事……」，本身為重度吸烟者。因為其姐在生命戰維研究計畫中死亡而認定极制服，甚至是鮮血一類由生命戰維構成的衣服十分危险，全身除了用武器遮住重點部位外沒穿著任何衣物。
为此曾闯进本能字学园夺取流子的鲜血，並以武力輕鬆壓制住流子，後來因看到鲜血保護流子大受震憾，決定改暗中觀察並時刻與首領美木杉愛九郎連繫以了解狀況。雖然聽命於美木杉愛九郎，但兩人之間的相處模式更像是一對損友，同時只要任務有危險狀況的發生會不顧愛九郎的命令直接武力排除。
曾經中途帶領著裸體沙灘闖入皐月和流子的戰鬥，並使流子有機會穿上鮮血。後期則協助皐月和流子一同對抗鬼龍院羅曉。
黃長瀨 絹江
故事開始前因故過世，紬的姐姐，故事中僅在紬的記憶裡登場。
在一身主導的生命戰維研究計畫穿上完全由生命戰维構成的衣服后，根據紬的說法是因無法負荷其過分強大的力量而死。
遺願是希望生命戰維的研究計畫持續下去，而這促使了鮮血的誕生。
鬼龍院總一郎／缠一身（配音：有本欽隆）
裸體海灘的創始人兼出資者，總一郎因為其優秀才能而被鬼龍院家招贅。是鬼龍院皐月以及纏流子的親生父親，在看見羅曉對兩個孩子的殘忍行徑之後決心叛變並帶著流子私逃，雖然被派員攔截但是之後用特殊手段改造自身並易容，更名為纏一身，易容前為身材高挑的美型男，但從流子懂事後就未曾看過他的真面目。
一手主導製作斷斬剪刀和縫製神衣鮮血，在逃出鬼龍院家前曾親口向當年五歲的皐月道出事實，造就了皐月密謀叛變的後果。
最後被發現其蹤跡的針目縫持單把太刀剪殺死，在死前將另一把太刀剪交付給流子，並且託付了復仇的期望。

### 鬼龍院財閥
故事中為控制關東地區──實際上就是東日本一直至北海道地區的龐大勢力，統領者為鬼龍院羅曉，其下的 Revocs 企業的服飾在全世界佔有龐大市場。
為了實現羅曉的野心，其銷售的服飾內都含有極微量的生命戰維，藉此要來完成「天種繭星」。
鬼龙院罗晓（配音：朴璐美）
皋月的母亲，同時也是Revocs企業的CEO。頭髮是彩虹色的，穿著天鵝般的羽毛裝。在故事開始之前便與生命戰維的本體有密不可分的關係。吸收鳳凰丸後，具有能夠完全支配並控制所有生命戰維的能力，就連心臟是生命戰維所構成的流子也不例外。
在大文化體育祭時啟動了「本能字島生命戰維化計畫」，但遭到皋月暗地裡背叛並從背後偷襲，非但毫髮無傷，還反過來制服皐月。隨後在對抗流子以及皐月的戰役中將其雙雙擊倒，並且徒手穿破流子的胸口取出其心臟，包括自己在內的眾人這才發現流子也是生命戰維的一員，並且也是自己的次女。
為了完成地球生命戰維化的計畫而無所不用其極，具有壓倒性的單兵作戰能力以及不輸給疾風閃刃及旋風斬奸的速度和破壞力。最終目的是要打造出「天種繭星」。之後更穿上纐纈，以壓倒性的優勢輕鬆應付鮮血及純潔。並在這之後以吸收縫所有生命戰維修復自身及與生命戰維火箭融合，以火箭前往宇宙並啟動 Revocs 企業的通信衛星喚醒全世界的生命戰維，完成「天種繭星」。最後被開眼的鮮血更衣擊倒，流子重新用衛星解除天種繭星，至此計畫完全失敗，最後自殺。
於故事開始前20年前在非洲獨身阻止內戰，並於此時收留鳳凰丸。
纐纈(中文讀法為纐ㄐㄧㄠˇ纈ㄒㄧㄝˋ)(亦或音同 肯鞋)
縫在改造純潔後便開始縫製纐纈，在被流子砍斷手、鳳凰丸救出後僅憑口縫便完成纐纈，而羅曉不稱纐纈為神衣，而是「神羅」，完整變化為「人衣君臨 神羅纐纈」
據鮮血說法，穿上纐纈的羅曉，其戰鬥力與之前已經完全不是同一個水平。
吸收鳳凰丸之後得到了「絕對服從」的能力，並在吸收縫之後得到進一步的能力。
絕對服從
吸收鳳凰丸並以鳳凰丸的生體能量作為驅動，除了能夠指揮所有生命戰維之外，更能夠驅使所有反抗的生命戰維以及其使用者停止動作，失去鳳凰丸之後則只能發出信號，使所有生命戰維甦醒。
在太空中與鮮血更衣一戰中，被鮮血以進化完全的吸收能力將絕對服從的能力奪走。
鬼龍院總一郎／缠一身（配音：有本欽隆）
參照主要角色 「鬼龍院總一郎」
鳳凰丸禮（配音：藤村步）
羅曉的忠實心腹，不論羅曉在進行什麼活動，總是無時無刻隨侍在其身旁。在神羅纐纈現身時作為提供生體能量的道具與羅曉融合，但在之後被迫與羅曉分離，並因為此事未被皋月處決而懷恨在心。
幼時位於非洲的家鄉受到內戰戰火洗禮，在將被殺死之際由羅曉出面救了一命，並被測試出與生命戰維具有高度相性，被羅曉取名為禮。
在羅曉死後兩星期策畫了本能字學園毀滅計畫，並以皋月及真子為能源啟動裁繡防衛機關來企圖打敗流子等人，最後流子將其野心剪斷後被皋月以言語說服並投靠皋月。
針目縫（配音：田村由香里）
故事中期登場，是個金髮雙馬尾並且單眼用文字眼罩蓋住的少女。和流子及羅曉一樣，身體是由生命戰維組成,並在第二十四集和羅曉母女相稱，相信也是其女兒但不是一身的女兒 。與另兩人較為不同處是，縫是在原初生命戰維形成的擬似子宮中孕育誕生，並非是以改造的方式產生的半人類。
事實上是殺了纏一身的兇手，本意是要阻止一身繼續對生命戰維的研究。在與纏一身的拼鬥中不慎被太刀剪劃瞎左眼，震怒之下取走一半的太刀剪並殺害一身，離去的身影被流子看見，但流子並未認出針目縫。
甫一出場便以壓倒性的技術直接切斷「劍之裝 改」的絆糸使其被破壞。
在大文化體育祭，於皐月叛變之後單獨對抗本能字四天王，並在這之後轉移戰線與流子對決。
能夠從洋傘中放出模擬自己外表的布片來擾亂對手行動。少數節奏不受滿艦飾真子亂入影響的主要角色，同時對後者反感。
在太陽丸號上被皐月讀破心聲，並被恢復自我的流子斬斷雙手，這之後被鳳凰丸緊急救援而脫離，僅利用一口一針便成功將最後一件神衣完成。後羅曉用生命纖維替縫做出雙手。
被羅曉命令與原初生命戰維融合，並進一步與羅曉結合而結束其生命。
片剪太刀
殺害纏一身後取來的另一半片剪太刀，同流子的也是對生命戰維用的特殊武器。縫的太刀剪為紫色。形狀與紅色片剪太刀相比也較為不同。
在第十三話用這把片剪太刀斬破了鮮血。而在太陽丸號上被流子奪回，並在與羅曉一戰成功再次組成斷斬剪刀。
揃三藏（配音：野岛昭生）
侍奉皋月的管家，称她为大小姐，自皐月小時候便侍在其旁。泡的茶被眾人公認好喝。其姪子為伊織糸郎。
大文化體育祭時領著糸郎找到原初生命戰維，但隔離計畫失敗，之後一人背著裁縫部的人及糸郎快步離開鬼龍院宅。
黑井户泷次（配音：广田行生）
鬼龙院家庭的首席管家，职务为照看鬼龙院宅邸。
在皐月意圖對「純潔」解除封印前曾試圖阻止，但仍不敵皐月的野心而未能說服她。曾奉命對鬼龍院總一郎的座車射擊火箭炮。

### 寶多財閥
故事中為控制關西地區──也就是西日本直至九州地區，與鬼龍院財閥相對應的勢力，以造船业起家。由大阪、京都、神戶為其主要勢力聚集。
難波金滿高校
位於大阪，是控制整個西日本的主要據點，同時也是發行「寶多幣」的主要處。
由猿投山渦帶領以運動類社團為主的大阪襲學旅團負責攻略。並且在中途皋月及完成攻略的神戶、京都襲學旅團也加入並共同作戰。
寶多金男（配音：粟根誠）
大阪的難波金滿高校學生會長，同時也是用金錢控制了大阪地區的人。實際上是裸體沙灘的金主。
從頭到底的武力都是以金錢堆疊而成，特色是嘴上的金牙套也印有象徵金錢的「ZENI」。
安倍賀茂學園
位於京都，劇中所述是已經建立超過一千年的學校，校中由四位守護神：玄武、朱雀、青龍、白虎守護著。
由蛇崩乃音帶領以文化類社團為主的京都襲學旅團負責攻略。
玄武太郎（配音：西凜太朗）
安倍賀茂學園的北方守護，能夠使用結界投影出玄武的守護神來迷亂敵人。
朱雀二郎（配音：津田健次郎）
安倍賀茂學園的南方守護，能夠使用結界投影出朱雀的守護神來迷亂敵人。
青龍三郎（配音：小上裕通）
安倍賀茂學園的東方守護，能夠使用結界投影出青龍的守護神來迷亂敵人。
白虎四郎（配音：四宮豪）
安倍賀茂學園的西方守護，能夠使用結界投影出白虎的守護神來迷亂敵人。
神神戶高校
位於神戶，以從美國帶回來的美式足球技術以及以神戶牛肉打造成的戰車自豪。
由蟇郡苛帶領以風紀類社團為主的神戶襲學旅團負責攻略。
大林九二（配音：竹內良太）
稱號為「神神戶高校武鬥派聯合 總代」
為對抗神戶襲學旅團的總負責人。
櫻宮健太（配音：小野坂昌也）
稱號為「神神戶高校武鬥派聯合 副總代」

### 满舰饰家
满舰饰真子的家，一家人的特点是言行举止都十分夸张且特異獨行。
满舰饰蔷薇藏（配音：堀内贤雄）
真子的父亲，脸的大小是其他家族成员的近2倍，不過嚴肅表情畫風會完全不同。
作為一名黑医，却堂堂正正地在自己家（亦作为工作用医疗所）门口的电子看板上写上黑暗医生。
作为医生，貌似医死的人还比痊愈的人还多。缺钱的时候還打算卖掉儿子的内脏。
满舰饰好代（配音：福井裕佳梨）
真子的母亲，性格十分特立独行，在吃飯時間常用油炸食物來滿足大家的胃，认为自己十分年轻且具有魅力而根本不考虑自己有了已经上高中的女儿。
對於真子帶回家的流子真心相待，從沒有把流子當外人看待，反而當她是自己的第二個女兒一樣。
满舰饰又郎（配音：藤村步）
真子的弟弟，在缺錢時會有想當扒手的歪念頭，不過整體來說個性還算善良，常和其父蔷薇藏與家裡的寵物狗阿貪一起偷窺洗澡時的流子而常被流子痛扁一頓。
在大文化體育祭中和幾個同年齡死黨一起住在本能町的下水道，並希望可以在眾多Covers中找到吸收真子的那一件，但無功而返，被蛇崩帶回大阪的裸體海灘基地。
紹羅馬（配音：田中里和）、帕克里（配音：新田早規）、基塔（配音：蓮未エリナ）
又郎的三个死党，和又郎一样会做很多坏事。
阿貪（配音：小西克幸）
满舰饰家的宠物狗，却十分好色。在Covers圍攻裸體海灘基地時，直接指認出包覆著真子的Covers。

## 作品用语
本能字学院
流子转校所到的巨型都市学院，由鬼龙院家族掌控，最大首腦是學生會長鬼龍院皐月，下有學生會四大天王負責各項工作分配。
本能市
本能市学园所在的城市，位于东京湾中的人工岛，为鬼龙院家的私有地。全市根据学生住民的星级分有不同居住区域，并由此而伴有巨大的区域性贫富差距。学生一旦被勒令退学则同時会被赶出本能市。
最終回後半片段中，該城市最後沉入海面下。
极制服
皋月赋予学生会成员的特殊学校制服，能够让人获得远超普通人的力量。
从三星到一星共分为三种等级，而普通无星学生则只能穿着普通学校制服。學生會中樞的四天王為三星，社团部长为两星。
制服的制作仅由本能字学园裁缝部完成，并使用了称为战斗生命戰維的材料。
並且極制服中的星數是以混入衣料中的生命戰維百分比來計算，一星為10%、二星為20%、三星為30%。
神衣
使用100%生命戰維缝制而成。流子的鲜血和皋月的纯洁皆为神衣。设计暴露度极高。神衣的使用者必须为神衣献出自身的血液才能够发挥神衣所赋予的力量。要发挥出神衣的全部力量必须要求神衣和使用者融为一体，而由此同时会增加神衣的暴露度。
第三话中表明，神衣是由100%战斗生命纤维所组成的服装，且在主人完全抛弃羞耻心并接纳其存在的时候才能发挥最大的战斗力。否则神衣会无意识的吸取主人的血液，使主人越发衰弱。能够吸收对手极制服上的战斗生命纤维。
生命戰維
缝制极制服和神衣的特殊纤维材料。一星极制服中占比10%，两星极制服占比20%，而神衣则100%由生命戰維缝制而成。
所有生命戰維皆來自於名為「原初生命戰維」的外星生命體上，吸收能量的方式為透過感應生物體內的神經電流來增強力量，但因地球的生物並無法負荷生命戰維帶來的力量，因此改為附著在體外的方式來吸收電能。
战维丧失
描述极制服的使用者败给流子和鲜血的状态。具有“战意丧失”和“纤维丧失”的双重意义。此时极制服的木端会粉碎成灰，同时战斗生命纤维也会被鲜血所吸收。
十三話中針目縫也用類似的技巧使鮮血被擊破。
No迟到Day
为整顿无星学生的纪律，风纪部每学期所举行的例行学校活动。清晨4时贫民窟会响起警笛声以示活动开始，学生必须克服重重陷阱并在8时30分前到校并在班会上点名报到。迟到者会被勒令退学。没能穿越陷阱的学生往往会自行举办模拟班会，表示接受被退学的现实。
这一天贫民窟学生并不能乘坐單軌電車上学，而必须经由風紀委員部所規定的、陷阱重重的道路到達學校。
反制服游击队
裸體海灘的隸屬突擊隊，目的為反抗生命戰維。
干擾弹[请求正确官方翻译]
针对极制服而开发的类似缝针状的子弹。使用特殊的金属制成。射入神衣或者极制服即可切断使用者和战斗生命纤维的联系，使对方无力化。並在大文化體育祭中被本能字學園改良加以利用。
絆糸
無論是極制服或神衣都必備的、類似神經中樞的關鍵。同時也是使生命戰維的能力能夠具現化在衣服上的重點。
一至三星的極制服都只有一條絆糸，但神衣的絆糸卻不只一條，因此鮮血在其中一條絆糸被切斷之後依然能夠運作自如。
原初生命戰維
於數萬年前降臨在地球上的外星生命體，並選擇當時靈長目中具有較高智能的智人為寄生對象，而此一行為也促使了人類的進化。但並未在人類的歷史中留名，但其卻選擇在人類進化到具有相當水平的程度前進入休眠，因此僅對人類留下了「穿衣蔽體」的習慣。在故事開始前二十年，由鬼龍院羅曉接觸到此一生命體，並協助其完成終極目標。
受到羅曉的呼喚而帶著所有的Covers前往本能字學園。之後短暫回歸鬼龍院宅，接著確定已儲存能量完畢之後便自地下突破，筆直地往本能字學園前進。
據寶火所述，當生命戰維成功覆蓋整個行星之後，會吸收整個行星的生體能源並直接引爆，使生命戰維再次散佈到宇宙中作繁殖，此即地球上的原初生命戰維的終極目標。
被流子打破核心之後落在本能町外的海面上，而後被羅曉操控，回到本能字學園來意圖吸收在場所有人類，被苛與裸體海灘強行破壞後與縫及羅曉融合。
Covers
由原初生命戰維產生的布片狀士兵，在初始狀態必須仰賴原初生命戰維的絲線傳遞能量。一旦將人類吸收進去後便能將人類作為能量來源而不需要原初生命戰維的能量供給，僅有碎成兩半的縛斬-蛟龍、餓虎，以及兩把片剪太刀能夠確實破壞Covers。

## 電視動畫
2013年10月3日深夜開始在每日放送、TBS電視台、中部日本放送等電視台開始放送，共24话。

### 製作人員
- 原作：TRIGGER、中島一基
- 監督：今石洋之
- 副監督：雨宮哲
- 系列構成、劇本：中島一基
- 劇本：若林廣海、瀨古浩司
- 人物設計、總作畫監督：（石崎寿夫）
- 藝術總監：小山茂人
- 佈景設計：吉成曜
- 創意主管：若林廣海
- 美術監督：金子雄司
- 色彩設計：垣田由紀子
- 攝影監督：山田豊德
- 剪接：植松淳一
- 音響監督：岩浪美和
- 音樂：澤野弘之
- 製作人：鳥羽洋典、真鍋義朗、遠藤哲哉、辻壯一、鎌形英一、橋本龍
- 動畫製作人：大塚雅彦、舛本和也
- 動畫製作：TRIGGER
- 製作：Aniplex、ULTRA SUPER PICTURES、電通、KADOKAWA、Movic、LUCENT PICTURES ENTERTAINMENT、MBS

### 主题曲
片头曲
（第2話－第14話、第24話）
作詞：meg rock，作曲、編曲：重永亮介（Ryosuke Shigenaga），演唱：藍井艾露
「ambiguous」（第16話、第17話、第19話－第25話）
作詞：meg rock，作曲：阿部尚徳，編曲、演唱：GARNiDELiA
片尾曲
（第1话、第15話及第25話）
作詞：meg rock，作曲、編曲：重永亮介（Ryosuke Shigenaga），演唱：藍井艾露
（第2話－第14話、第24話）
作詞、作曲、演唱：泽井美空，編曲：立山秋航
（第16話－第23話）
作詞、作曲：布川敏和，編曲：、324P、江口亮， 弦編曲：江口亮、石塚徹，演唱：さよならポニーテール
插入曲
（第03話、第07話、第11話、第23話）
作詞、作曲、編曲：Takahiro Yasuda（安田京弘），演唱：藍井艾露
「Before my body is dry」（第01話－第03話、第08話－第10話、第13話－第15話、第18話、第22話－第25話）
作詞：mpi 、David Whitaker，作曲：澤野弘之，演唱：Mika Kobayashi
「Light your heart up」（第04話、第07話）
作詞：cAnON.，作曲：澤野弘之，演唱：AIMEE BLACKSCHLEGER
「Blumenkranz」（花環）（第06話、第11話、第13話、第16話－第18話、第21話、第23話、第25話）
作詞：Rie，作曲、編曲：澤野弘之，演唱：Cyua
「Suck your blood」（第08話、第10話、第15話、第20話）
作詞：cAnON.，作曲：澤野弘之，演唱：Benjamin Anderson & mpi
「I want to know」（第20話、第21話）
作詞：Benjamin Anderson 、mpi，作曲：澤野弘之，演唱：Benjamin Anderson
「Till I Die」（第22話、第25話）
作詞：cAnON.，作曲：澤野弘之，演唱：CASG (Caramel Apple Sound Gadget)

### 各话列表
每话的标题都是20世纪70-80年代的日本流行歌曲。
| 話數               | 日文標题 | 中文標題             | 劇本              | 分镜            | 演出              | 作畫監督                            |
| ------------------ | -------- | -------------------- | ----------------- | --------------- | ----------------- | ----------------------------------- |
| 第一話             |          | 如荊棘一般多刺       | 中島一基          | 今石洋之        | 清水久敏          |                                     |
| 第二話             |          | 煩惱得令人昏厥       | 中島一基          | 中村章子        | 中村章子          | 佐藤雅将                            |
| 第三話             |          | 純潔                 | 中島一基          | 雨宮哲          | 雨宮哲            | 米山舞                              |
| 第四話             |          | 迎來了不幸的早晨     | 若林廣海 中島一基 | 今石洋之        | 清水久敏          | 中森晃太郎                          |
| 第五話             |          | 銃爪（扳機）         | 瀨古浩司 中島一基 | 小林寬          | 小林寬            | 岩崎將大                            |
| 第六話             |          | 別憑心情來責備       | 中島一基          | 小松田大全      | 小松田大全        | 坂本勝                              |
| 第七話             |          | 無法恨透的無用之人   | 中島一基          | 立川讓          | 立川讓            |                                     |
| 第八話             |          | 我的眼淚由我來擦     | 中島一基          | 坂本一也        | 有富興二          | 原修一、星野真澄 前田義宏           |
| 第九話             |          | 機會只有一次         | 中島一基          | 博史池畠        | 博史池畠          | 三室健太                            |
| 第十話             |          | 我想進一步了解你     | 中島一基          | 林祐一郎        | 井端義秀          | 寺井佳史、田澤潮 前田義宏           |
| 第十一話           |          | 不要叫我可愛的女人   | 中島一基          | 雨宮哲          | 雨宮哲 清水久敏   | 坂本勝、岩崎將大                    |
| 第十二話           |          | 唾棄悲傷             | 中島一基          | 大塚健          | 高橋知也          | 米山舞、中森晃太郎                  |
| 第十三話           |          | 薔薇獻給你…的感覺    | 中島一基          | 今石洋之        | 三上喜子 大塚雅彥 | 平田雄三                            |
| 第十四話           |          | 趕緊 如風一般        | 中島一基          | 摩砂雪          | 大野和壽          | 長谷川哲也 小嶋慶祐                 |
| 第十五話           |          | 無法停止             | 中島一基          | 樋口真嗣        | 大西景介          |                                     |
| 第十六話           |          | 女人無法忍受那些     | 中島一基          | 前田真宏        | 清水久敏          | 坂本勝、岩崎將大                    |
| 第十七話           |          | 為何會是你           | 中島一基          | 吉岡忍          | 江島泰男          | 中森晃太郎                          |
| 第十八話           |          | 趕向夜晚的人         | 中島一基          | 小林寬          | 小林寬            | 米山舞 長谷川哲也                   |
| 第十九話           |          | 到達後一直在下雨     | 中島一基          | 中村章子        | 大關雅幸          | 菊池正芳 藤田真弓                   |
| 第二十話           |          | 遠離眾人             | 中島一基          | 橫山彰利        | 大嶋博之          | 小嶋慶祐 平田雄三                   |
| 第二十一話         |          | 未完成               | 中島一基          | 雨宮哲 今石洋之 | 雨宮哲            | 堀剛史、半田修平 平田雄三、芳垣祐介 |
| 第二十二話         |          | 嘴唇啊，熱情地講述你 | 中島一基          | 小林寬 中村章子 | 清水久敏          | 坂本勝 岩崎將大                     |
| 第二十三話         |          | 偽金                 | 中島一基          | 小松田大全      | 小松田大全        | 榮山舞                              |
| 第二十四話         |          | 無盡的黑暗彼方       | 中島一基          | 吉成曜 今石洋之 | 今石洋之 大塚雅彥 |                                     |
| 第二十五話 （OVA） |          | 再次說再見           | 中島一基          | 雨宮哲          | 清水久敏 雨宮哲   | 、米山舞 今石洋之                   |

### 播放电视台
日本深夜動畫：下文記載的日本国内播放時間使用日本標準時間（UTC+9）表示。因為部分時間标识會採用30小时制，因此請留意这类超过24:00的时间，其實際播放時間為翌日清晨。
| 播放地区   | 播放电视台     | 播放日期                     | 播放时间             | 所属局                          | 备注                   |
| ---------- | -------------- | ---------------------------- | -------------------- | ------------------------------- | ---------------------- |
| 近畿播放圈 | MBS电视台      | 2013年10月3日－2014年3月27日 | 星期四 26:05 - 26:35 | TBS系列                         | 製作局                 |
| 韓国全国   | ANIPLUS        | 2013年10月4日－2014年3月28日 | 星期五 23:00 - 23:30 | CS播放 IP播放 有线电视 定时播放 | 19岁以上收看，韩语字幕 |
| 关东播放圈 | TBS电视台      | 2013年10月4日－2014年3月28日 | 星期五 26:25 - 26:55 | TBS系列                         |                        |
| 中京播放圈 | 中部日本放送   | 2013年10月4日－2014年3月28日 | 星期五 27:10 - 27:40 | TBS系列                         |                        |
| 日本全国   | BS-TBS         | 2013年10月5日－2014年3月29日 | 星期六 24:30 - 25:00 | TBS系列 BS播放                  |                        |
| 日本全国   | niconico生放送 | 2013年10月6日－              | 星期日 22:30 - 23:00 | 定时播放                        |                        |
| 日本全国   | niconico频道   | 2013年10月6日－              | 星期日 23:00 更新    | 定时播放                        | 最新一话免费收看       |
| 日本全国   | BANDAI CHANNEL | 2013年10月13日－             | 星期日 12:00 更新    | 定时播放                        |                        |
| 日本全国   | d Anime Store  | 2013年10月13日－             | 星期日 12:00 更新    | 定时播放                        |                        |

此外與日本幾乎同步在網路播放的地區。當地時間2013年10月4日至5日之間開始提供第1話，毎週在MBS播放後立即提供附字幕的串流影片。
- Aniplex Channel - 美國
- DAISUKI.net - 東南亞、印度、中東等世界各地（除了英語圏與法語圏的某些國家）
- Hulu - 美國
- Madman - 澳洲、紐西蘭 - 週五 5:30 更新（澳洲東部標準時間）[2]
- Anime Limited - 英國、冰島
- Wakanim TV - 法語圏
- LeTV（樂視網） - 香港、澳門以外的中國全境 - 週五 1:10 更新（中國標準時）[3]

| 每日放送 Animeism B2 星期四 26時05分－26時35分 | 每日放送 Animeism B2 星期四 26時05分－26時35分 | 每日放送 Animeism B2 星期四 26時05分－26時35分 |
| ---------------------------------------------- | ---------------------------------------------- | ---------------------------------------------- |
|                                                | KILL la KILL （2013年10月3日－2014年3月27日）  |                                                |
| 戀愛研究所                                     | 惡魔的謎語                                     |                                                |

## 漫畫
秋月亮（作畫）、TRIGGER·中島一基（原作）、中島一基（監修）
| 冊數 | KADOKAWA      | KADOKAWA               |
| 冊數 | 初版發售日期  | ISBN                   |
| ---- | ------------- | ---------------------- |
| 1    | 2013年12月4日 | ISBN 978-4-04-120908-0 |
| 2    | 2014年3月5日  | ISBN 978-4-04-121048-2 |

## 遊戲
動作格鬥類遊戲《KILL la KILL -IF》（キルラキル ザ・ゲーム -異布-），由Aplus負責開發並由亞克系統發行，於2019年7月25日推出Windows（Steam）、PlayStation 4與任天堂Switch版本。此外遊戲也支援官方繁簡中文。

## 外部連結
- （日語）KILL la KILL 公式動畫官網 （页面存档备份，存于）
- （日語）KILL la KILL MBS電視台動畫官網 （页面存档备份，存于）
- （日語）動畫官方Twitter （页面存档备份，存于）